# Heortia vitessoides
Heortia vitessoides là một loài bướm đêm thuộc họ Crambidae. Nó được tìm thấy ở đông Nam Á, bao gồm Fiji, Hồng Kông, Ấn Độ, Đài Loan, Thái Lan và miền bắc Queensland ở Úc.

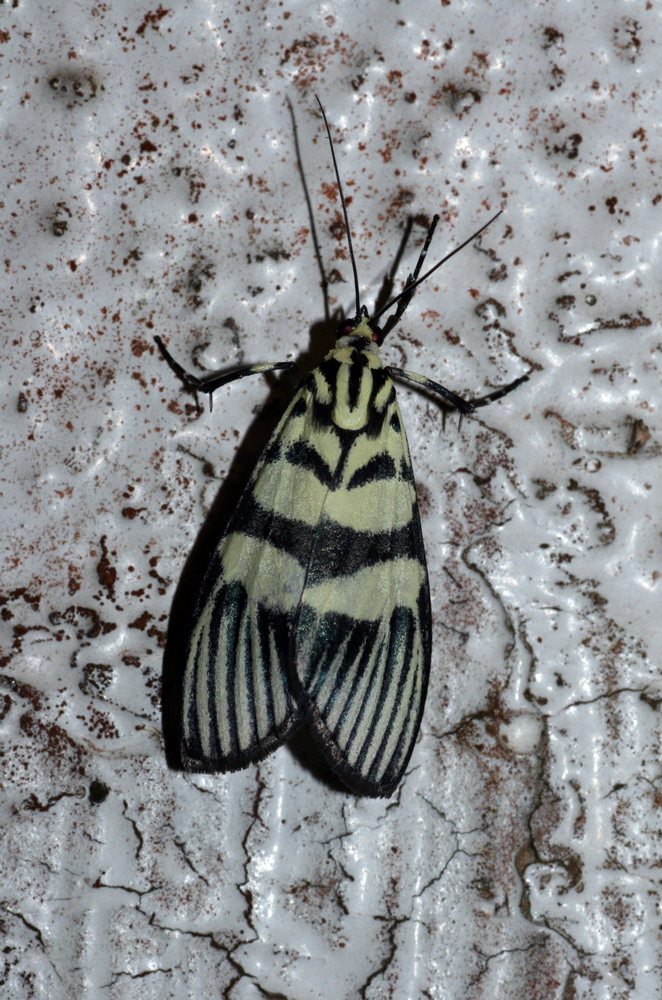

Sải cánh dài khoảng 30 mm. Ấu trùng được ghi nhận ăn Rhus và Aquilaria malaccensis. Quá trình hóa nhộng diễn ra dưới đất.